# Électricité de France
Електроенергетична компанія Франції (ЕКФ) (фр. Électricité de France, EdF) — найбільший виробник електроенергії у світі станом на 2010 рік. У 2013 році відповідно до рейтингу Fortune Global 500 входить до списку найбільших компаній світу, займаючи 77-е місце.
Після приватизації, десятиліть недоінвестування та світовій енергетичній кризи 2021 року французький уряд оголосив про повну ренаціоналізацію компанії за оціночною вартістю 5 мільярдів євро, яку він завершив у 2023 році.
27 листопада 2013 року уряд України уклав угоду про розподіл продукції з компаніями Électricité de France, Eni, ТОВ «Води України» та ДАТ «Чорноморнафтогаз» щодо розробки вуглеводневих площ на шельфі Чорного моря, відповідно до якої доля EdF у проекті становить 5 %.
Électricité de France має у своєму підпорядкуванні 59 блоків АЕС та забезпечує електроенергією 25 млн домогосподарств.

## Атомні електростанції EDF на території Франції
1. АЕС Бельвіль (Belleville)
2. АЕС Блайе (Blayais)
3. АЕС Бюже (Bugey)
4. АЕС Каттном (Cattenom)
5. АЕС Шо (Chooz)
6. АЕС Сіво (Civaux)
7. АЕС Шинон (Chinon)
8. АЕС Крюас (Cruas)
9. АЕС Дамп'єрр (Dampierre)
10. АЕС Фессенайм (Fessenheim)
11. АЕС Фламанвіль (Flamanville)
12. АЕС Гольфеш (Golfech)
13. АЕС Гравлін (Gravelines)
14. АЕС Ножан (Nogent)
15. АЕС Палюель (Paluel)
16. АЕС Фенікс (Phénix, разом з Commissariat a l'Energie Atomique CEA)
17. АЕС Пенлі (Penly)
18. АЕС Сен-Лоран (Saint-Laurent)